# Giebelstadt
Giebelstadt este o comună-târg din districtul Würzburg, regiunea administrativă Franconia Inferioară, landul Bavaria, Germania.

## Personalități născute aici
- Florian Geyer (1490? - 1525), nobil, diplomat, cavaler german cu un rol important în Războiul Țărănesc German.